# 평화수호대장
평화수호대장(아일랜드어: Coimisinéir an Gharda Síochána 케미시네르 언 가르더 시하너, 영어: Commissioner of Guardian of the Peace), 통칭 수호대장(아일랜드어: Coimisinéir an Gharda 케미시네르 언 가르더, 영어: Garda Commissioner)은 아일랜드의 경찰력인 평화수호대의 경찰총수다. 법무평등장관의 추천을 받아 내각에서 임명한다. 수호대장의 상급자는 법무평등장관이다. 수호대장은 국가안보위원회 위원이며 국내안보의 총책임자다.

## 역대 평화수호대장
1. 마이클 스타인스(1922년 2월-1922년 9월): 항명사태로 사임
패트릭 브레넌(1922년 5월-1922년 9월): 항명 반란자들의 투표로 추대
2. 이오인 오더피 장군(1922년 9월-1933년 2월): 쿠데타를 고무하다가 잘림
3. 에이먼 브로이 대령(1933년 2월-1938년 6월)
4. 마이클 키네인(1938년 6월-1952년 7월): 재임 중 사망
5. 대니얼 코스티건(1952년 7월-1965년 2월)
6. 윌리엄 P. 퀸(1965년 2월-1967년 3월)
7. 패트릭 캐롤(1967년 3월-1968년 9월)
8. 마이클 와임스(1968년 9월-1973년 1월)
9. 패트릭 말론(1973년 1월-1975년 9월)
10. 에드먼드 가비(1975년 9얼-1978년 1월): 내각의 불신임으로 잘림
11. 패트릭 맥래글린(1978년 1월-1983년 1월): 아일랜드 전화 감청 추문으로 사임
12. 로런스 렌(1983년 2월-1987년 11월)
13. 에이먼 도허티(1987년 11월-1988년 12월)
14. 유진 크롤리(1988년 12월-1991년 1월)
15. 패트릭 컬리건(1991년 1월-1996년 7월)
16. 패트릭 비른(1996년 7월-2003년 7월)
17. 노엘 콘로이(2003년 7월-2007년 11월)
18. 파흐트나 머피(2007년 11월-2010년 12월)
19. 마틴 컬리넌(2010년 12월-2014년 3월): 2014년 GSOC 도청 추문으로 사임
서리 노린 오 술리반(2014년 3월-2014년 11월)
20. 노린 오 술리반(2014년 11월-2017년 9월): 평화수호대 내부고발 추문으로 사임
서리 도날 오 쿠얼란(2017년 9월-현임)